# Era informațională

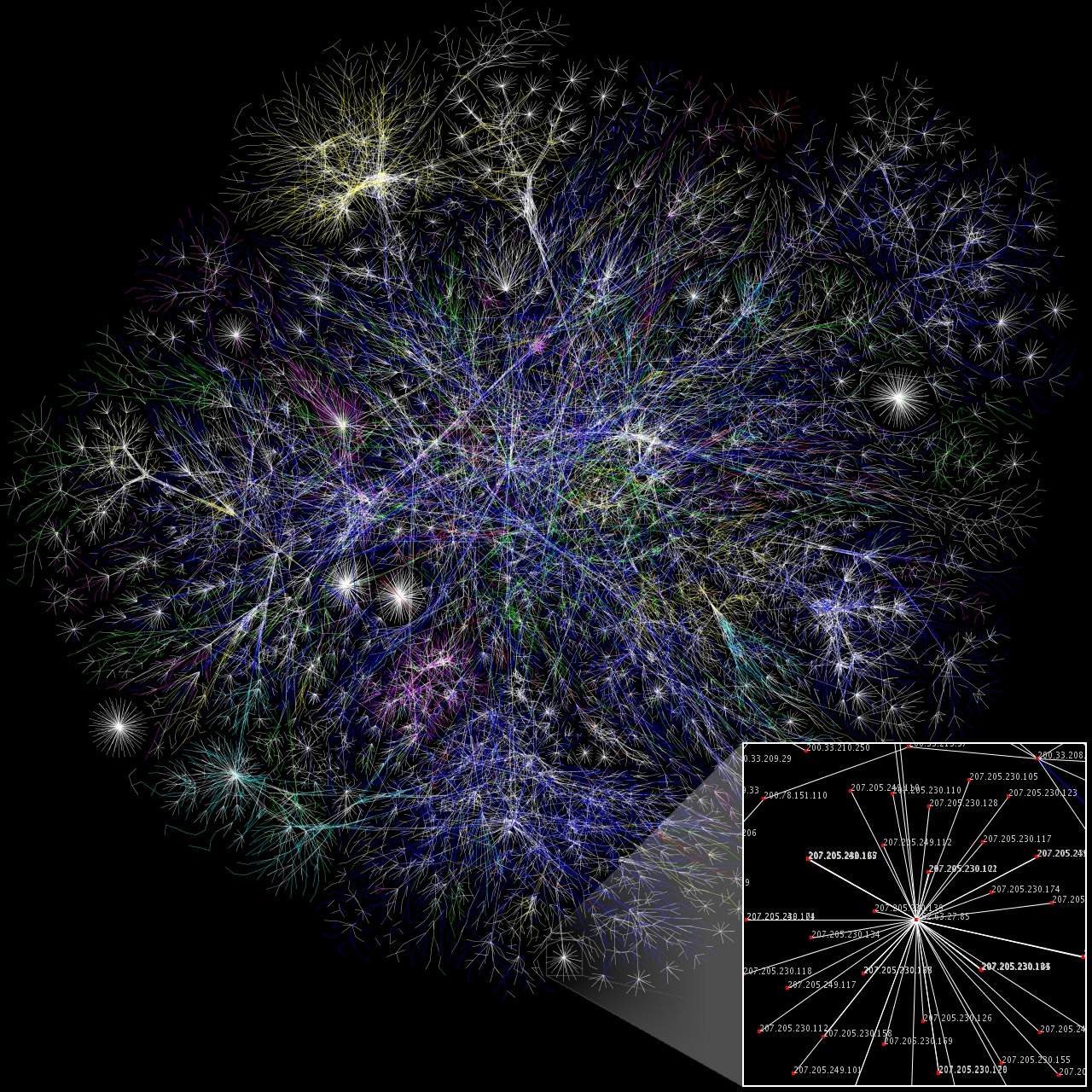
O vizualizare a rutelor într-o porţiune de internet

Era informațională denumită și era digitală este o idee conform căreia epoca în care trăim va fi caracterizată de capacitatea oamenilor de a transmite informație fără restricții și de a avea acces la informație la un mod care era imposibil în trecut.
Ideea este legată de conceptul de „revoluție digitală”, care cuprinde și ideea că pasul următor după revoluția industrială constă în trecerea la o economie bazată pe transmisie, prelucrare și stocare  de informație.